# Odessa (pel·lícula)
Odessa (títol original en anglès: The Odessa File) és una pel·lícula britànica-germana, dirigida per Ronald Neame i estrenada l'any 1974. Està basada en la novel·la The Odessa File de Frederick Forsyth. Ha estat doblada al català.

## Argument
En la ciutat alemanya d'Hamburg, el novembre de 1963, Peter Miller, un periodista independent, troba el diari personal de Salomon Tauber, un jueu que acaba de suïcidar-se deixant obert el gas del seu habitatge. En el relat s'arreplega tot el trauma de la seua captivitat en un camp de concentració nazi durant la Segona Guerra Mundial, i les atrocitats comeses pel comandant del camp, el capità SS Eduard Roschmann, anomenat El carnisser de Riga. Segons el testimoniatge de Tauber, el militar encara viu a Alemanya, sota una identitat falsa. Miller es proposa descobrir i capturar al capità Roschmann. Eventualment, es va involucrant en l'organització constituïda per exmembres de les SS, anomenada ODESSA, i també amb els serveis d'intel·ligència d'Israel. Aprofundint en la seua recerca, comença a arriscar la seua vida i a descobrir els llaços existents entre la seua pròpia família i Roschmann.

## Repartiment
| Intèrpret         | Personatge             |
| ----------------- | ---------------------- |
| Jon Voight        | Peter Miller           |
| Maximilian Schell | Eduard Roschmann       |
| Maria Schell      | Frau Miller            |
| Mary Tamm         | Sigi                   |
| Derek Jacobi      | Klaus Wenzer           |
| Peter Jeffrey     | David Porath           |
| Klaus Löwitsch    | Gustav Mackensen       |
| Kurt Meisel       | Alfred Oster           |
| Günter Meisner    | General Greifer        |
| Hannes Messemer   | General Richard Glücks |
| Garfield Morgan   | General israelià       |
| Shmuel Rodensky   | Simon Wiesenthal       |
| Ernst Schröder    | Werner Deilman         |
| Günter Strack     | Kunik                  |
| Noel Willman      | Franz Bayer            |
| Martin Brandt     | Marx                   |